# ワット・ポーとぼくらのお話
『ワット・ポーとぼくらのお話』（ワット・ポーとぼくらのおはなし）は、日本のOVA作品。55分。1988年7月30日に発売された。

## 概要
1988年に社名をディーバに変更したカナメプロダクションがコナミ工業の下請けで製作したOVAで、アドベンチャー色の強いファンタジー作品に仕上がっている。
『幻夢戦記レダ』、『ウインダリア』のいのまたむつみがキャラクターデザインを担当して、『バビ・ストック』の影山楙倫が監督を担当した。脚本は『ウルトラシリーズ』、『ゲッターロボ』、『宇宙海賊キャプテンハーロック』の上原正三が担当した。上原が参加した唯一のOVA作品でもある。

## ストーリー
村の守り神である一角鯨のワット・ポーが悪魔の鳥人バードにさらわれ、それ以降、村は不漁や疫病の流行と受難続き。
ある日、村の少年ジャムはバード山から聴こえてくる美しい音色に魅かれ、ワット・ポーを求め仲間達と冒険の旅に出発する。様々な難関を乗り越え、バード山の頂上に辿り着いたジャムは美少女セレーネと出会い、遂にはワット・ポーとの邂逅も果たす。

## キャスト
ジャム
声 - 藤田淑子
セレーネ
声 - 原えりこ
イサク
声 - 北村弘一
アルパカ
声 - 宮内幸平
市長
声 - 内海賢二
オットー
声 - 田中秀幸
ゴリン
声 - 丸山裕子
ホックス
声 - 山田栄子
ブリン
声 - 本多知恵子
レジオ
声 - 屋良有作
タルモ
声 - 銀河万丈
エヴァ
声 - 川島千代子

## スタッフ
- プロデューサー - 高梨由美子（コナミ工業株式会社）
- アシスタントプロデューサー - 三品善徳
- 監督 - 影山楙倫
- 脚本 - 上原正三
- キャラクターデザイン - いのまたむつみ
- メカニック&イメージデザイン - 豊増隆寛
- プロダクションデザイン - 小原渉平
- 美術監督 - 新井寅雄
- 色彩設計 - 永浜由紀子
- 撮影監督 - 広川二三男
- 編集 - 掛須秀一
- 音響監督 - 松浦典良
- 音楽 - 門倉聡
- 制作プロデューサー - 長尾聡浩
- 製作 - コナミ工業株式会社

## 主題歌
主題歌「ワット・ポーとぼくらのお話」
作詞：安藤芳彦 / 作曲：山梨鐐平 / 編曲：門倉聡 / 歌：川口すみえ（K07S-10264）
挿入歌「秘密の翼」
作詞：安藤芳彦 / 作曲：山梨鐐平 / 編曲：門倉聡 / 歌：川口すみえ